# Românticas
Românticas é a terceira coletânea da dupla sertaneja brasileira Edson & Hudson, lançado em 2007 pela Som Livre. Esse CD traz  o melhor do repertório romântico da dupla, alguns sucessos como "Te Quero Pra Mim", "Azul", "Porta Retrato", entre outros. Românticas traz como novidade a faixa inédita "Por Que Chora a Tarde?" (regravação de Antônio Marcos). O álbum foi certificado com um disco de ouro e rendeu cerca de 100.000 cópias vendidas.

## Faixas
| N.º | Título                                                 | Duração |  |
| 1.  | "Por Que Chora a Tarde?"                               | 3:52    |  |
| 2.  | "Porta-Retrato"                                        | 3:31    |  |
| 3.  | "Bye Bye Tristeza"                                     | 3:11    |  |
| 4.  | "Azul (Azul)"                                          | 3:06    |  |
| 5.  | "Jura (Lluvia)"                                        | 3:46    |  |
| 6.  | "Ciúme Exagerado"                                      | 3:11    |  |
| 7.  | "Volta"                                                | 3:26    |  |
| 8.  | "Mil Razões Para Chorar"                               | 3:35    |  |
| 9.  | "Meu Anjo (Angel)"                                     | 3:59    |  |
| 10. | "Você é Tudo Que Eu Preciso (Un Amor Que Termina Así)" | 4:23    |  |
| 11. | "Te Dar Tristeza Nunca Mais (Can't Be Really Gone)"    | 2:49    |  |
| 12. | "Quer Namorar Comigo?"                                 | 3:21    |  |
| 13. | "Te Quero Pra Mim (It Matters To Me)"                  | 3:12    |  |
| 14. | "Deixa Eu Te Amar"                                     | 3:27    |  |

## Certificações
| Brasil (ABPD)                             | Ouro | 2007 | 100.000* |
| *número de vendas baseado na certificação |      |      |          |